# Louletano DC
Der Louletano Desportos Clube ist ein portugiesischer Fußballverein aus dem im Süden des Landes gelegenen Loulé.

## Geschichte
Louletano DC wurde am 6. Juni 1923 gegründet und spielte lange Zeit nur im unterklassigen Ligabereich. Nachdem die Mannschaft Anfang der 1980er Jahre in der Terceira Divisão antrat, gelang ihr 1987 der Aufstieg in die zweitklassige Segunda Divisão. Hier überstand sie 1990 eine Ligareform und qualifizierte sich für die neu eingeführte Segunda Divisão de Honra. Am Ende der Spielzeit 1993/94 verpasste sie dort gemeinsam mit Académico de Viseu FC und Leixões SC den Klassenerhalt und spielte fortan in der drittklassigen Segunda Divisão B. Hier hielt sich der Klub drei Jahre bis zum Abstieg in die Viertklassigkeit, schaffte aber den direkten Wiederaufstieg. Auch beim erneuten Abstieg 2088 gelang sofort die Rückkehr in die dritte Spielklasse, wo der Klub eine erneute Ligareform mit der Einführung der Campeonato Nacional de Seniores 2013 überstand und lange Zeit spielte. Nach der COVID-19-Pandemie in Portugal wurde 2021 eine landesweite dritte Liga oberhalb des Campeonato de Portugal eingeführt, nach der Zurückstufung rutschte der Klub in den fünftklassigen regionalen Ligabereich ab, schaffte ab 2023 den Wiederaufstieg in die vierte Liga.
Mit unter anderem Torhüter Fernando Brassard, der während seiner Vereinszugehörigkeit bei der Junioren-Weltmeisterschaft 1991 mit Portugal den Titel gewann, dem saudi-arabischen Nationalspieler Abdullah Otayf und dem norwegischen Nationalspieler Bjørn Maars Johnsen liefen Spieler für den Klub auf, die auch auf internationalem Parkett in Erscheinung traten. 